# Червеногърба сврачка
Червеногърбата сврачка (Lanius collurio) е дребна хищна птица от семейство Сврачкови (Laniidae), разред Врабчоподобни (Passeriformes). Дължината на тялото ѝ е около 17 – 20 cm, размахът на крилете – 30 cm и тежи около 30 г. Има добре изразен полов диморфизъм, мъжката е доста ярко оцветена, докато женската е с маскировъчно кафяво, изпъстрено с черни петънца оперение. По външен вид женската е сходна с женската на домашното врабче. Младите птици са оперени подобно на женските. Човката е силна и с леко завита надолу горна половина, притежава характерния за семейството зъбовиден ръб в края ѝ.

## Разпространение
Среща се в Европа (включително и България), Азия и Африка. Прелетна птица. Обикновено гнезди в Европа (включително и България) и Азия, а зимува в Африка. Обитава предимно открити, обрасли с храсти местности и покрайнини на гори, до горната граница на гората.

## Начин на живот и хранене
Обикновено можем да я видим кацнала на някоя жица или храст да наблюдава за плячка. Това тя прави стоейки и изчаквайки неподвижно. Когато забележи подходяща жертва, тя се спуска рязко върху нея. Червеногърбата сврачка, подобно на другите сврачки, може да бъде определена по-скоро като хищник, защото се храни често с животни, сходни на нея самата по размер, като дребни птици, дребни видове синигери, млади врабчета, мишки, земеровки, гущери, дребни змии, дребни жаби, тритони, едри насекоми, попови прасета, скакалци и др.

## Размножаване
Гнездото си прави в гъсти храсти на неголяма височина. То е чашковидно, добре оплетено от сламки и суха трева. Снася 5 – 6 яйца, които женската мъти в продължение на 12 – 15 дни. Малките напускат гнездото след около 2 седмици. Родителите ги хранят предимно с насекоми. Често кукувицата снася яйцата си в гнездата на този вид.

## Допълнителни сведения
Широко разпространен в България вид.